# Ruatara koarana
Ruatara koarana é uma espécie de gastrópode da família Charopidae.
É endémica da Polinésia Francesa.